# Andy Selva
Andy Selva (* 23. Mai 1976 in Rom) ist ein ehemaliger san-marinesischer Fußballspieler und derzeitiger -trainer.
Mit acht Toren ist Selva Rekordtorschütze der san-marinesischen Nationalmannschaft, außerdem ist er einer von wenigen Fußballern aus San Marino, die im Profifußball gespielt haben.

## Karriere

### Vereinskarriere
Der 176 cm große und 75 kg schwere Stürmer spielte nach Engagements unter anderem bei der US Grosseto, der AC Bellaria Igea Marina, SPAL Ferrara und Calcio Padova ab September 2006 für den damals in der dritten italienischen Liga spielenden Klub US Sassuolo Calcio, mit dem Selva in der Saison 2007/08 der Aufstieg in die Serie B gelang. 2009 wechselte er zu Hellas Verona. 2011 beendete er seine Profikarriere und wechselte zurück in seine Heimat zur SP La Fiorita, unterbrach dieses Engagement jedoch für eine einjährige Leihe zu AS Anzio Lavinio. Seit 2018 stand Selva nur noch auf Abruf für SP La Fiorita bereit und beendete 2019 endgültig seine Spielerkarriere.

### Nationalmannschaft
Selva debütierte am 10. Oktober 1998 unter Giampaolo Mazza bei der 0:5-Niederlage gegen Israel in der San-marinesischen Nationalmannschaft und absolvierte 74 Länderspiele, in denen er acht Treffer erzielte. Er ist damit Rekordschütze seines Landes und der einzige Spieler neben Manuel Marani, der mehr als ein Tor erzielt hat. Sein erstes Länderspieltor schoss Selva am 14. Oktober 1998 per Foulelfmeter im EM-Qualifikationsspiel gegen Österreich, das San Marino mit 1:4 verlor. Beim ersten Sieg der Nationalmannschaft seines Landes am 28. April 2004 in einem Freundschaftsspiel gegen Liechtenstein gelang ihm das Tor des Tages zum 1:0 nach sechs Minuten. 2016 beendete der langjährige Mannschaftskapitän seine Karriere in der Nationalelf.

### Trainer
Am 8. August 2018 wurde Selva Trainer der U-17-Nationalmannschaft San Marinos. Dieses Engagement endete im Mai 2019. 2020 übernahm er das Traineramt beim san-marinesischen Verein SS Pennarossa.

## Erfolge
- San-marinesischer Meister: 2013/14, 2016/17 und 2017/18 mit der SP La Fiorita
- San-marinesischer Pokalsieger: 2012/13 und 2015/16 mit der SP La Fiorita
- Meister der Serie C (2007/08) mit der US Sassuolo Calcio